# Unternehmen Cäsar
Das Unternehmen Cäsar war der Deckname einer deutschen Militäroperation, die als Kommandoaktion der Kleinkampfverbände der Kriegsmarine während des Zweiten Weltkrieges in der Zeit vom 5. bis 8. Januar 1945 durchgeführt wurde. Ihr Ziel war die Versenkung des sowjetischen Schlachtschiffes Archangelsk in der Kola-Bucht vor Murmansk. Der Einsatz misslang jedoch aufgrund technischer Unzulänglichkeiten der eingesetzten Kleinst-U-Boote vom Typ Biber.

## Ablauf des Unternehmens
Ende Dezember 1944 meldete der deutsche Geheimdienst, dass ein sowjetisches Schlachtschiff, möglicherweise nicht einsatzfähig, als schwimmende Festung die Kola-Bucht und den strategisch günstig gelegenen Hafen von Murmansk bewache. Das Schlachtschiff erwies sich dabei als das ehemalige britische Schlachtschiff Royal Sovereign, nunmehr unter sowjetischer Flagge und mit der Bezeichnung Archangelsk. Zwei Versuche, das Schiff durch konventionelle U-Boote zu versenken, scheiterten an dessen ausgelegten Torpedonetzsperren. Der Zufall kam den Deutschen zu Hilfe, als U 995 am 24. Dezember 1944 zwei Sowjetsoldaten an Bord nahm, die als einzige den Untergang ihrer Schiffe überlebt hatten. Es handelte sich bei den torpedierten Schiffen um einen sowjetischen Fischkutter und einen Trawler. Die Gefangenen gaben in ihrer Vernehmung wichtige Einzelheiten über die Verteidigungsanlagen, der Netzsperre sowie der U-Abwehrpatrouille der Archangelsk bekannt. Fregattenkapitän Reinhard Suhren, Führer der U-Boote im Nordmeer, schlug der Seekriegsleitung (SKL) daher den Einsatz von K-Verbänden vor. Die SKL stimmte seiner Bitte zu. Am 1. Januar 1945 unterrichteten Dönitz und Konteradmiral Gerhard Wagner Hitler in dessen Führerhauptquartier Adlerhorst über den geplanten Einsatz von sechs Bibern gegen das sowjetische Schlachtschiff. Hitler stimmte ebenfalls zu.
Die Biber für das „Unternehmen Cäsar“ wurden von der K-Flottille 265 gestellt. Andere Quellen benennen hier die K-Flottille 264. Um sie in die Kola-Bucht bringen zu können, wurden die U-Boote U 295, U 716 und U 719, alle der 13. U-Flottille (Narvik) zugehörig, zu Trägerbooten umgerüstet, so dass jedes von ihnen je zwei Biber auf dem Oberdeck transportieren konnte. Andere Quellen benennen anstatt U 719 jedoch U 318. bzw. U 739. Diese Transportvariante war unter Gefechtsbedingungen noch nicht erprobt worden. Die ersten Versuche verliefen erfolgreich, dennoch zeigte sich, dass die sehr empfindlichen Biber durch die Vibrationen des Dieselmotors geschädigt werden konnten. Die registrierten Schäden reichten von Rumpfrissen bis zu Brüchen verschiedener Versorgungsleitungen. Dennoch entschied man sich für einen Angriff in der Nacht des 8. Januar 1945. Am 5. Januar 1945 liefen die Trägerboote von Harstad (Black Watch) aus. Während des dreitägigen Überwasseranmarsches, der die U-Boote bis auf 65 Seemeilen an ihr Ziel herangebracht hatte, wurden zahlreiche Defekte an den Bibern festgestellt, die wie erwartet, durch die Motorvibrationen der Träger-U-Boote verursacht waren. Hinzu kamen andere Schäden, die durch den schweren Seegang an den Rümpfen der Kleinst-U-Boote aufgetreten waren. Je näher sich die U-Boote ihrem Ziel näherten, umso gravierender wurden die gemeldeten Biberschäden, so dass die drei U-Boot Kommandanten Günter Wieboldt (U 295), Friedrich-August Gréus (U 716) und Klaus-Dietrich Steffens (U 719) Suhren zum Abbruch der Operation rieten, welcher ihnen zustimmte. Wenig später liefen die Träger-U-Boote wieder in Harstad ein. Eine ähnlich gelagerte Mission sollte mit der verbesserten Bibervariante Biber II im Herbst 1945 wiederholt werden. Dazu kam es aufgrund des Kriegsendes nicht mehr.